# All Hope Is Gone
All Hope Is Gone is het vierde studioalbum van de Amerikaanse metalband Slipknot. Het album werd uitgebracht op 20 augustus 2008. Het was het eerste album van Slipknot dat de nummer 1-positie haalde in de Amerikaanse Billboard 200.
Er zijn vijf singles uitgebracht van All Hope Is Gone, waarvan het gelijknamige All Hope Is Gone (23 juni 2008), Psychosocial (7 juli 2008), Dead Memories (1 december 2008), Sulfur (15 juni 2009) en Snuff (28 september 2009).

## Nummers
1. Execute - 1:48
2. Gematria (The Killing Name) - 6:02
3. Sulfur - 4:38 - Uitgebracht als single
4. Psychosocial - 4:44 - Uitgebracht als single
5. Dead Memories - 4:28 - Uitgebracht als single
6. Vendetta - 5:15
7. Butcher's Hook - 4:15
8. Gehenna - 6:53
9. This Cold Black - 4:40
10. Wherein Lies Continue - 5:37
11. Snuff - 4:37 - Uitgebracht als single
12. All Hope is Gone - 4:46 - Uitgebracht als single

## Maskers
Zoals op de meeste albums hebben de leden van Slipknot allemaal een nieuw masker.
- (#0) Sid Wilson – Een zwart masker met een beweegbare antenne en op zijn ogen lampjes die van kleur veranderen. Bij "Psychosocial" voornamelijk rood.
- (#1) Joey Jordison – Een donker masker, met een krans op waar bloed aan zit. Dit is een verwijzing naar de kruisiging van Jezus Christus
- (#2) Paul Gray – Zwart glinsterend maskers met draadjes voor zijn mond
- (#3) Chris Fehn – Rood masker dat het zijn hele gezicht en achterhoofd bedekt, met een lange neus, waardoor hij ook wel "Pinocchio" wordt genoemd.
- (#4) James Root – Simpel wit masker met zwarte vegen over de ogen.
- (#5) Craig "133" Jones – Zwart masker dat het hele hoofd bedenkt met lange stalen stangen uit het hoofd stekend.
- (#6) Shawn "Clown" Crahan – Een wit, bebloed clownsmasker met grote neus.
- (#7) Mick Thomson – Groot zilver masker met een soort rooster voor de mond
- (#8) Corey Taylor – Een wit/grijs masker met gele vlekken, met een variërende grootte van de ogen. Het linkeroog is zwart omcirkeld.